# St. Josef (Castrop-Rauxel)
Die römisch-katholische Kirche St. Josef in Castrop-Rauxel, im Stadtteil Habinghorst, ist die Pfarr- und Gemeindekirche der Kath. Pfarrei Corpus-Christi des Dekanates Emschertal im Erzbistum Paderborn.

## Baugeschichte
Das dünn besiedelte Gebiet in Habinghorst erlebte wie viele Orte im Ruhrgebiet durch den sich nach Norden ausdehnenden Bergbau im letzten Drittel des 19. Jahrhunderts einen rasanten Bevölkerungszuwachs. Obwohl Habinghorst zum Amt Castrop gehörte, feierten die katholischen Bewohner ihre Gottesdienste in der Pfarrei St. Lambertus in Henrichenburg im Vest Recklinghausen. Erst als der Ort sich zu einer aufstrebenden Industriegemeinde entwickelte, kam es zur Lösung dieser kirchlichen Bindung. 1905 wurde das Pfarr-Rektorat St. Joseph in Habinghorst gegründet. Das Kirchengebäude selbst wurde seit dieser Zeit geplant. Der erste Spatenstich erfolgte am 23. April 1912, die feierliche Grundsteinlegung am 13. Oktober 1912 und der erste Gottesdienst wurde am 1. Mai 1913 gefeiert. 1914 wurde das Gebäude feierlich konsekriert. Der Entwurf stammt von dem Kölner Architekten Carl Moritz. 1962 und 1975 wurde die Kirche umfassend renoviert.
Vor der Kirche befindet sich der Sakramentenbrunnen von Paul Reding.

## Ausstattung
- Im rechten Seitenschiff befindet sich eine barocke Kreuzigungsgruppe.
- Die Farbverglasungen schuf 1972 der Künstler Paul Reding (Castrop-Rauxel), sie zeigen den Sonnengesang des Hl. Franziskus sowie den Gesang der Jünglinge im Feuerofen.

## Glocken
Die Kirche erhielt 1921 ein vierstimmiges Stahlgeläut, das 1996 stillgelegt und entfernt wurde. 1996 lieferte die Gießerei Petit & Edelbrock aus Gescher fünf Glocken Jesus Christus (Ton h°), St. Josef (Ton d'), St. Barbara (Ton fis'), St. Ludgerus (Ton a') und St. Liborius (Ton h'). 1997 kam noch die Barbaraglocke (Ton e') aus derselben Gießerei.
Die Glocken bilden zusammen das Idealsextett h°-d'-e'-fis'-a'-h'.

## Pastoralverbund Castrop-Rauxel Nord
Zum 1. Februar 2003 wurden die vier kath. Kirchengemeinden St. Barbara und St. Antonius, Ickern, St. Josef, Habinghorst und Herz Jesu, Rauxel in den Pastoralverbund Castrop-Rauxel Nord eingegliedert. Alle vier Gemeinden blieben rechtlich eigenständig. Nur Seelsorge und Pastoral wurden enger miteinander verbunden. Ein Beispiel für die Zusammenarbeit ist z. B. die gemeinsame Prozession am Fest Fronleichnam.
Außerdem wurde im Pastoralverbundsrat und weiteren Gremien auf Dekanats- und Bistumsebene der Zusammenschluss zu einer gemeinsamen Gesamtpfarrei im Jahr 2015 vorbereitet. Dieser Prozess nannte sich "Effata – Öffne Dich!".

## Kath. Pfarrei Corpus Christi
Zum 1. Januar 2015 wurden die vier Kirchengemeinden des Pastoralverbundes Castrop-Rauxel Nord aufgehoben und in der neuen Pfarrei Corpus Christi zusammengefasst. Zugleich erlosch der Pastoralverbund Castrop-Rauxel Nord. Die neu gegründete Pfarrei ist die erste Gesamtpfarrei im Dekanat Emschertal.
Aus der Pfarrgemeinde St. Josef wurde, wie die anderen drei Gemeinden auch, eine Teilgemeinde der Gesamtpfarrei.
Unter Beibehaltung ihres Kirchentitels wurde die St. Josef-Kirche zur Pfarrkirche der Pfarrei Corpus Christi bestimmt. Gleichzeitig ist sie Gemeindekirche für die St. Josef-Gemeinde in Habinghorst. Die anderen drei Kirchen sind zu Filialkirchen der Pfarrei geworden.
Mit der Gründung der Pfarrei gibt es für alle vier Gemeinden nur noch einen gemeinsamen Pfarrgemeinderat, einen Kirchenvorstand und in jeder Gemeinde jeweils einen Gemeinde-Ausschuss vor Ort, der das Leben im Seelsorgebereich aufrechterhalten, fördern und gestalten soll.

## Geistliche (Auswahl)
- Pfarrer Heinrich Jörgens (1869–1933).
- Pfarrer Heinrich Bredenbröker (* 1932, † 1. Mai 2010 in Lippstadt-Bad Waldliesborn) Priesterweihe 1959.
- aktuell: Pfarrer Zbigniew Szarata